# Di-ethyltartraat
Di-ethyltartraat of DET is een ester van wijnsteenzuur, met als brutoformule C8H14O6. De stof komt voor als een kleurloze viskeuze vloeistof met een wijngeur, die slecht oplosbaar is in water.
Di-isopropyltartraat bezit 2 chirale koolstofatomen, waardoor er 3 stereo-isomeren kunnen gevormd worden (in feite 4, maar twee ervan zijn mesovormen). Een belangrijke toepassing van deze verbinding wordt ook gevonden bij de Sharpless-epoxidatie.